# 각속도

각속도는 회전의 속력, 즉, 어느 순간의 회전이 일어나는 뱡향으로 이동하는 정도를 나타내는 양이다. 각속도 벡터의 방향은 언제나 회전축에 평행하다. 이 경우엔, 평면상에서 시계 반대방향으로 회전하므로 오른손 법칙에 의해 각속도 벡터의 방향은 독자를 가리키는 방향이 된다.

각속도(角速度, angular velocity) 또는 회전속도(廻轉速度, rotational velocity)란 특정 축을 기준으로 각이 돌아가는 속력을 나타내는 벡터(엄밀히 말하면, 유사벡터)이다. 이 벡터의 크기를 각속력(angular speed) 또는 회전속력(rotational speed)이라 한다. SI 단위로는 라디안 매초를 사용하며, 단위 시간당 얼마나 물체가 돌아가는지를 나타낼 때는 분당 회전수, RPM을 사용하기도 한다. 각속도는 통상적으로 오메가(Ω 또는 ω)를 기호로 사용한다. 각속도 벡터의 방향은 회전면에 대해서 수직이며, 방향은 오른손 법칙을 사용해 결정한다.

## 정의
속도와 마찬가지로 먼저, 특정 시간간격 {\displaystyle \Delta t=t_{2}-t_{1}}동안 각이 변한 정도 {\displaystyle \Delta \theta =\theta _{2}-\theta _{1}}의 비로부터 평균회전속력 {\displaystyle \omega _{\textrm {av}}}를 정의할 수 있다.
{\displaystyle \omega _{\textrm {av}}={\frac {\Delta \theta }{\Delta t}}}
여기서 시간간격을 무한히 줄이면, 즉 각을 시간으로 미분함으로써 순간회전속력 {\displaystyle \omega }를 정의할 수 있다.
{\displaystyle \omega =\lim _{\Delta t\rightarrow 0}{\frac {\Delta \theta }{\Delta t}}={\frac {d\theta }{dt}}}
유한한 회전은 벡터로 표현이 불가능하지만, 회전 무한소는 벡터로 표현할 수 있으므로, 이를 시간 무한소로 나눈것, 즉, 어떤 순간의 각을 시간으로 미분한것을 각속도 {\displaystyle {\boldsymbol {\omega }}}라 한다.
{\displaystyle {\boldsymbol {\omega }}={\frac {d{\boldsymbol {\theta }}}{dt}}}

## 속도와 각속도의 관계
회전의 중심으로부터 {\displaystyle \mathbf {r} }만큼 떨어진 물체의 속도 {\displaystyle \mathbf {v} }와 각속도 {\displaystyle {\boldsymbol {\omega }}}사이에는 다음과 같은 관계가 있다.
{\displaystyle \mathbf {v} ={\boldsymbol {\omega }}\times \mathbf {r} }
특별히, 물체의 운동이 평면 상에서 이루어지는 경우엔 {\displaystyle \mathbf {r} }과 {\displaystyle {\boldsymbol {\omega }}}가 수직이 되어 아래와 같이 각속도에 대해 식을 쓸 수도 있다.
{\displaystyle {\boldsymbol {\omega }}={\frac {\mathbf {r} \times \mathbf {v} }{|\mathbf {r} |^{2}}}}

## 참고 문헌
- 문희태(2006), 『개정판 고전역학』, 서울 : 서울대학교출판부.
- Hugh D. Young; Roger A. Freedman (2004). 《Sears and Zemansky's University Physics: with Modern Physics》 11판. Addison Wesley.
- Stephen T Thornton; Jerry B. Marion (2003). 《Classical Dynamics of Particles and Systems》 Fif판. Brooks/Cole.
- Herbert Goldstein; Charles Poole, John Safko (2002). 《Classical Mechanics》 Thi판. Addison Wesley.

## 같이 보기
- 각진동수
- 각가속도
- 각운동량
- 면적속도
- 등거리변환
- 리 대수
- 직교군
- 3차원 직교군
- 가속도